# Porotrichum pterops
Porotrichum pterops är en bladmossart som beskrevs av Rehman och Jean Édouard Gabriel Narcisse Paris 1900. Porotrichum pterops ingår i släktet Porotrichum och familjen Neckeraceae. Inga underarter finns listade i Catalogue of Life.